# 賢一
賢一（けんいつ、生没年不詳）は、平安時代前期の天台宗の僧。度賀尾寺（栂尾寺。高山寺の前身）の苦行僧。尊意の師。
俗姓名は不明。賢一は『般若心経』をもって、その持呪となす僧で、清和天皇治世下に呪縛業によって得度受戒した。
貞観18年（876年）に11歳の尊意を預かり、日夜厳しい行を課した。元慶2年（878年）に度賀尾寺を出て白山（石川県・福井県・岐阜県にまたがる修験道の霊山）に行くと尊意に告げ、その所持する薬師仏像を彼に与えたという。